# Deerfield, Kansas
Deerfield är en ort i Kearny County i Kansas. Vid 2010 års folkräkning hade Deerfield 700 invånare.